# Economia em Trelleborg
Trelleborg é uma cidade portuária do extremo Sul da Suécia, localizada na província histórica da Escânia. O setor empresarial da Trelleborg é hoje variado, com uma proporção cada vez maior de empresas de serviços. Não menos importante, o empreendedorismo rural floresce quando velhas fazendas familiares recebem novas empresas com lojas de fazenda, restaurantes, etc. Tradicionalmente, a indústria tem um lugar importante em Trelleborg.

## Indústria
Entre as suas principais indústrias estão a Trelleborg AB (tecnologia de polímeros, borracha e plástico), a Metso Sweden AB (soluções industriais para mineração) e a Flint Group Sweden AB (tintas de impressão e produtos químicos, cobertores, mangas, placas de impressão, pigmentos).
Número total de empregados
1. Trelleborg AB – 15 713.
2. Metso Sweden AB – 727.
3. TT-Line AB – 260.
4. Trelleborg Industri AB – 257.
5. Flint Group Sweden AB – 206.
Volume de negócios (em coroas suecas x1000)
1. Trelleborg AB – 24 803 000.
2. Metso Sweden AB – 2 369 403.
3. Flint Group Sweden AB – 1 030 304.
4. Pergo (Europe) AB – 586 709.
5. Trelleborg Industri AB – 431 769.
6. FMT Holding – 333 195.
7. Ahlms Livsmedel i Trelleborg AB – 287 526.
8. Trelleborgs Hamn AB – 217 328.
9. Nordic Plastics Group AB – 211 363.
10. Trelleborgshem AB – 192 475.
11. Prestando Holding AB – 180 749.
12. PJ Entreprenad & Förvaltning i Trelleborg AB – 172 490.
13. Ansell Protective Solutions AB – 154 256.
14. Tretab Holding AB – 139 117.
15. Trelleborg Offshore & Construction AB – 114 538.
Além disso, há também o jornal digital 24Trelleborg.

## Comércio

### Valengallerian

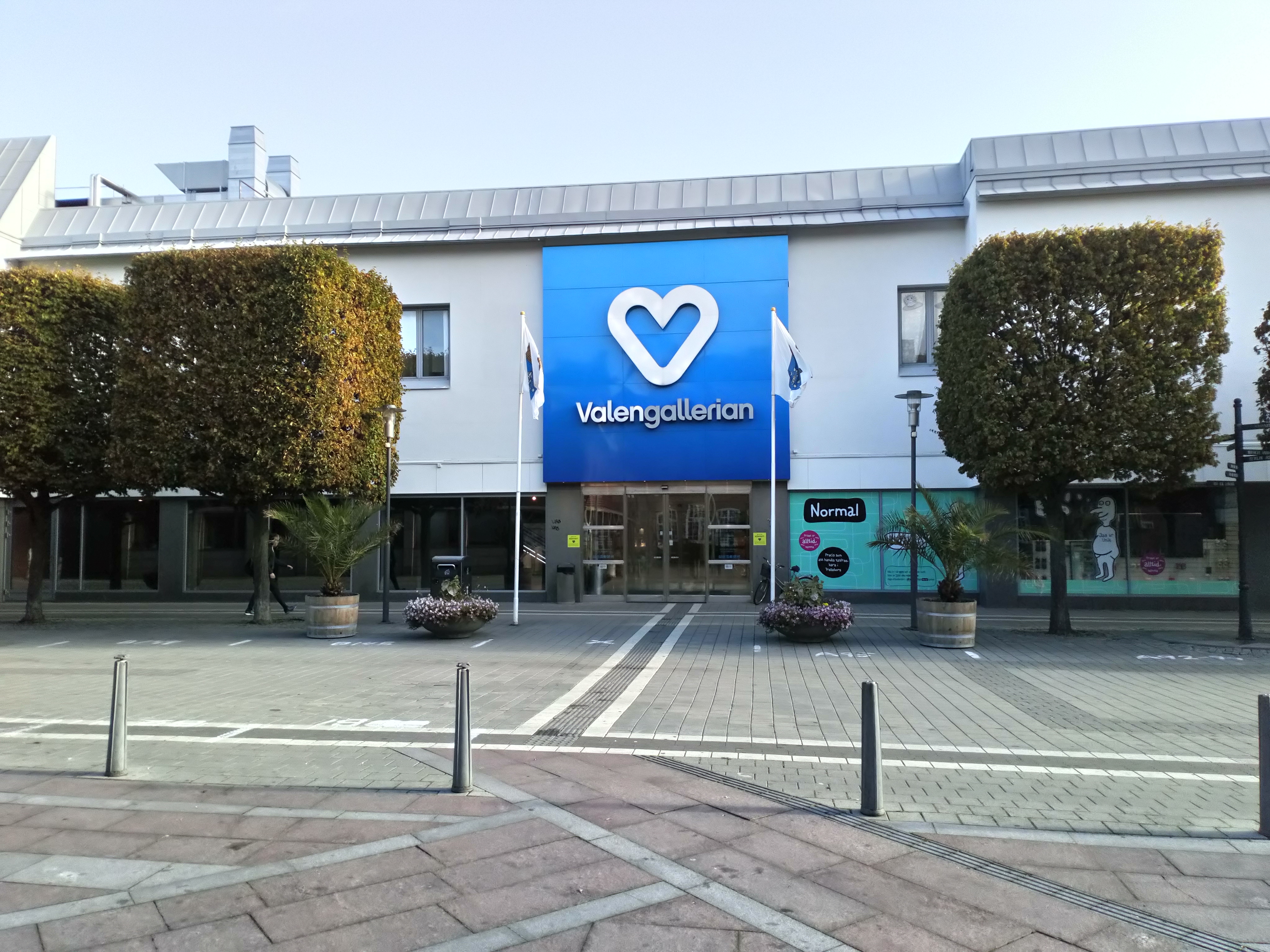
Valengallerian

Valengallerian é um shopping center no centro de Trelleborg, na Algatan. Em 1959, as empresas Åhlén e Holm AB compraram a propriedade Karlmarkska (onde se situa o shopping center) pelo preço de 425.000 coroas suecas, para que a empresa-filha chamada Tempo se estabelecesse na cidade, em 1961. Em 1975, o palácio Karlmarkska foi demolido para dar lugar à construção do novo centro comercial. Em 1979 finalmente foi inaugurado o shopping center sob o nome de Valengallerian, na época com duas lojas de departamento e oito lojas. Hoje existem cerca de trinta lojas, redes conhecidas, e cabeleireiros, especialistas em beleza, cafés e jantares. Há estacionamento próprio no nível superior.
Lojas (em setembro de 2019) : Apoteket Svea, Audio Video, Clas Ohlson, Deichmann, Elgiganten Phone House, Eurosko, Fitness24seven, Flash, Gamestop, Gina Tricot, Guldfynd, Hantverksblomman, Ica Supermarket, Intersport, Kappahl, Kicks, Kjell & Company, Lekia, Life, MQ, Normal, Puls, Specsavers, Sunflower Salon, Synoptik, Trelleborgs Hud & Hårklinik, Ur & Penn.
Restaurantes (em setembro de 2019) : Gyros House, Subway, Wok Kitchen, Nåt Gott & Curry Republik.

### Systembolaget

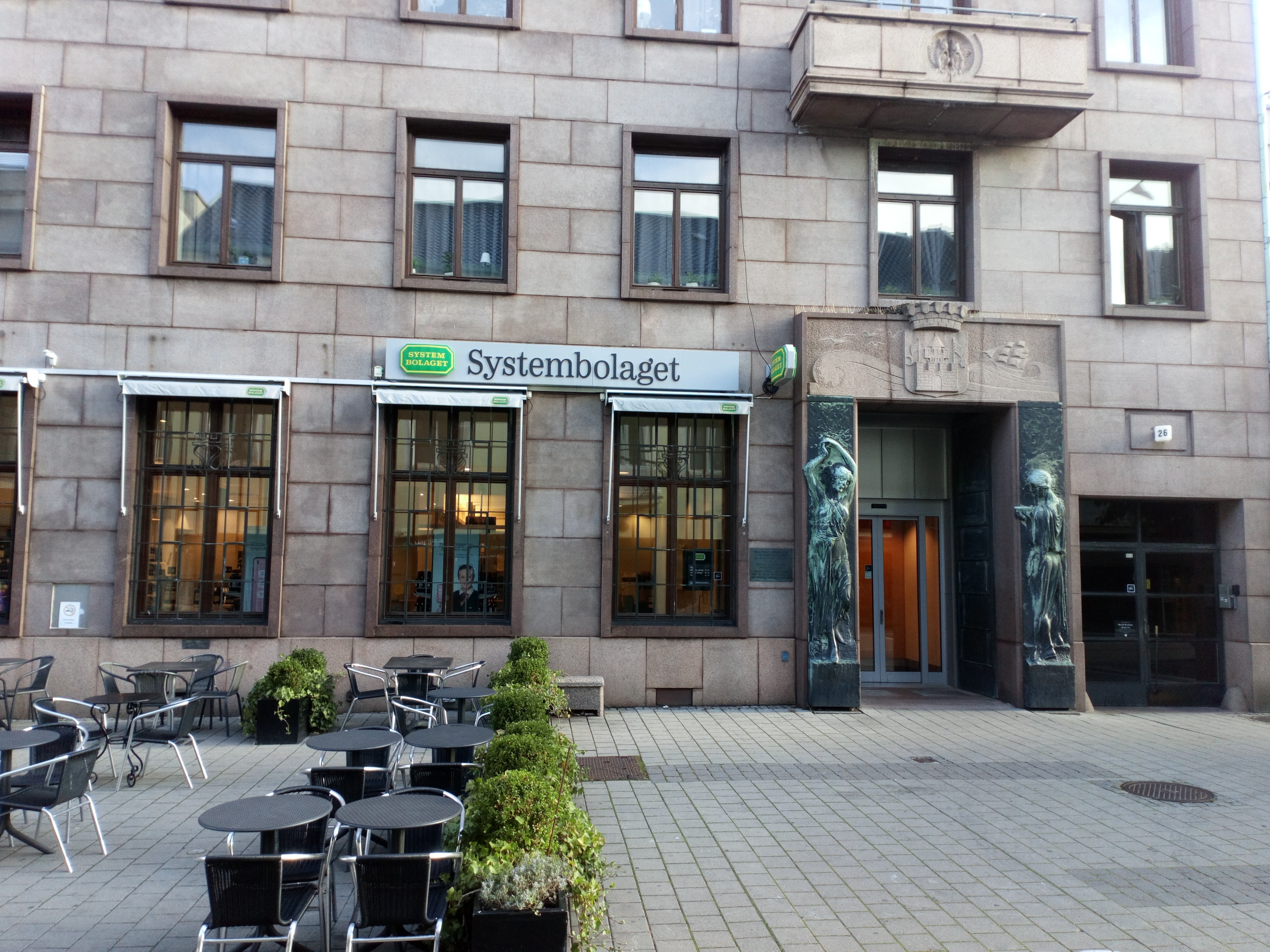
Systembolaget em Trelleborg

A Systembolaget Aktiebolag é uma empresa estatal que possui o monopólio estatal na Suécia para o varejo de bebidas alcoólicas, vinho e cerveja com um teor alcoólico superior a 3,5% em volume. A Systembolaget também vende bebidas não alcoólicas com um teor alcoólico abaixo de 0,5% em volume. A Systembolaget opera uma cadeia com pouco mais de 430 lojas e cerca de 5.700 funcionários, além de também possuir cerca de 500 agentes em cidades menores e áreas rurais. A Systembolaget em Trelleborg se situa na Algatan, próximo à Valengallerian. A idade mínima para comprar álcool na Systembolaget é de 20 anos. Uma pessoa visivelmente sob a influência não pode comprar na Systembolaget. Além disso, a Systembolaget não pode vender para alguém quando exista suspeita de venda a menores.